# Caroline Ruhnau
Caroline Ruhnau, heute Caroline Mejow, (* 16. Oktober 1984 in Münster) ist eine ehemalige deutsche Schwimmerin.

## Karriere
Ruhnau begann ihre Karriere für den TSV Handorf und die SGS Münster. 2002 wechselte sie zur SG Essen. Dort startete sie unter ihrem Trainer Henning Lambertz.
Sie ist mehrfache Deutsche Meisterin über 50, 100 und 200 Meter Brust. 2009 stellte sie beim Kurzbahn-Weltcup in Berlin kurzzeitig mit 1:05,55 min einen deutschen Rekord über 100 Meter Brust auf. Bei den Deutschen Kurzbahnmeisterschaften im selben Jahr in ihrer Heimatstadt Essen holte sie sich den Rekord mit einer Zeit von 1:04,78 min zurück.
Ihren größten internationalen Erfolg feierte Ruhnau bei den Kurzbahneuropameisterschaften 2009 in Istanbul mit dem Gewinn des Europameistertitels über 100 Meter Brust. Weitere Medaillen gewann sie mit Bronze mit der 4-mal-100-Meter-Lagenstaffel bei den Europameisterschaften 2010, Silber mit der 4-mal-50-Meter-Lagenstaffel bei den Kurzbahneuropameisterschaften im selben Jahr sowie bei den Europameisterschaften 2012 Gold mit der 4-mal-100-Meter-Lagenstaffel (Einsatz im Vorlauf) und Bronze im Einzel über 50 Meter Brust. Bei den Olympischen Spielen in London schwamm sie über 100 Meter Brust und mit der deutschen 4 × 100-m-Lagenstaffel, schied aber jeweils im Vorlauf aus.
Sie wurde vom Sportbund der Stadt Münster beim Ball des Sports 2000 und 2009 als Sportlerin des Jahres ausgezeichnet.

## Privates
Ruhnau heiratete im Sommer 2019 und ist Mutter eines Sohnes.